# Hackenbroich

Dormagen-Hackenbroich

Hackenbroich ist ein Stadtteil der Stadt Dormagen im Rhein-Kreis Neuss.

## Lage
Hackenbroich ist der südlichste Stadtteil von Dormagen. Im Norden und Osten grenzt er an den Chempark Dormagen, der durch die Bundesautobahn 57 von Hackenbroich getrennt ist und sich schon auf dem Gebiet der Stadt Köln befindet. Im Süden schließt sich unmittelbar die Ortschaft Hackhausen an, an deren südlichem Ende ebenfalls die Kölner Stadtgrenze verläuft. In westlicher Richtung wird Hackenbroich von dem Waldgebiet Chorbusch umgeben, dem sich nördlich der Waldsee anschließt.

## Geschichte

Kath. (ehem. Pfarr-)Kirche St. Katharina. Neoromanischer Saalbau von 1865/66 mit romanischen Turmuntergeschossen und Chor (jetzt Sakramentskapelle) um 1200

Wie die Bezeichnung Broich verrät, lag Hackenbroich zunächst in einem Sumpfwald.

### Mittelalter
Die Erwähnung einer Hofstätte (mansus) in der Villa Bruoche in einer Schenkungsurkunde des Erzbischofs Bruno I. von Köln von 962 bezieht sich wahrscheinlich bereits auf Hackenbroich.
Bereits um 1200 wurde die katholische Pfarrkirche Alt-St. Katharina errichtet. Das Kirchenpatronat und der Zehnt wurden 1268 von Ludolf, Herrn zu Dyck, und seinen Kindern der Deutschordenskommende Koblenz bzw. der St. Katharinen-Kommende zu Köln übertragen. Die Schenkung wurde 1357 von Gottfried von Neuenahr-Rösberg, Herrn zu Hackenbroych, bestätigt.
1255 wurde Hackenbroich als Bruke bei Worringen erwähnt. 1268 hieß es dann Bruke bei Nievenheim. 1330 erfolgte erstmals die Nennung der Burg Hackenbroich. Sie befand sich im Jahre 1341 im Besitz der Familie von Reifferscheid zu Bedburg. 1348 wurde Johann IV. von Reifferscheid († 1366) gemeinsam mit den Leibzüchtern (Inhaber des Nießbrauch-Rechts) Gottfried (Godard) von Neuenahr-Rösberg († nach 1369) und seiner Frau Johanna von Kessenich († 1361), die Witwe des Heinrich von Reifferscheid († 1346), von Kurköln mit Hackenbroich belehnt. Johann V. von Reifferscheid-Bedburg-Dyck († 1418) überließ die Herrschaft 1408 der Katharina von der Dyck († 1443), Frau von Alpen. Als Schenkung oder Verkauf zu Lebzeiten kam die Herrschaft über ihre Großnichte Mechthild von Reifferscheidt um 1435 an deren Mann Graf Wilhelm I. von Limburg-Broich. Beider Tochter Margarethe von Limburg, Herrin zu Bedburg und Hackenbroich, heiratete Graf Gumprecht II. (IV.) von Neuenahr, der nach dem Tod seines Schwiegervaters 1459 die Herrschaft über Hackenbroich antrat. Philippina von Neuenahr († 1494) erhielt Hackenbroich 1464 als Aussteuer bei ihrer Heirat mit Johann VII. von Salm-Reifferscheidt-Dyck († 1479). 1469 wurde die Burg Hackenbroich durch Friedrich I. „den Siegreichen“ von der Pfalz und 1474 durch Truppen Karls des Kühnen zerstört. 1479 war die Herrschaft zeitweise an Wilhelm II. von Nesselrode verpfändet.

### Neuzeit
Nach dem Tod des Grafen Gumprecht II. von Neuenahr-Alpen 1555 und seines Cousins zweiten Grades Hermann von Neuenahr und Moers, der die Herrschaft bis 1570 als Vormund ausgeübt hatte, kam es zu einem Erbfolgestreit über Hackenbroich zwischen Graf Adolf von Neuenahr und Limburg und Graf Werner von Salm-Reifferscheid-Dyck (1545–1629). 1588 kam Hackenbroich in Besitz der Familie Salm-Reifferscheid, die wieder den Katholizismus einführte. Bereits 1647 existierte eine sogenannte Winkelschule. Zwischen 1665 und 1684 erbauten die Salm-Reifferscheids eine neue Burg. 1794 besetzten französische Truppen Hackenbroich. Der Ort wurde ein Teil der neuen Mairie Dormagen im Arrondissement de Cologne im Département de la Roer. Während der Säkularisation kam der bei Hackenbroich befindliche Sasserhof in den Besitz des Dormagener Chronisten Johann Peter Delhoven. Er umfasste damals 80 Hektar Ackerland und 16 Hektar Brachland. Im Januar 1812 wurden im Hackenbroicher und Stommler Busch sieben Wölfe geschossen. 1815 kam Hackenbroich an das Königreich Preußen und 1816 an den Landkreis Neuß. Es entstand eine Gemeinde Hackenbroich, die zunächst zur Bürgermeisterei Dormagen gehörte. Zwischen 1818 und 1820 wurde ein Schulhaus errichtet. Am 3. März 1907 wurde in Hackenbroich ein Ortsverband des Rheinischen Bauernvereins gegründet. 1927 erfolgte die Umbenennung der Bürgermeisterei Dormagen in Amt Dormagen. Am 4. März 1945 besetzten amerikanische Truppen Hackenbroich. 1951 stürzte der Torturm der Burg Hackenbroich bei einem Unwetter ein, 1953 mussten die letzten Bewohner die Burg verlassen und die Gebäude wurden abgerissen. 1967 wurde der Bau des Großprojekts Hackenbroich-Süd beschlossen. In den folgenden Jahren wurden rund 3.000 neue Wohnungen in Vielfamilienhäusern errichtet. Am 1. Juli 1969 wurde das Amt Dormagen und seine beiden Gemeinden aufgelöst. Hackenbroich wurde ein Stadtteil der neuen Stadt Dormagen. 1980 wurde das Kreiskrankenhaus in Hackenbroich eröffnet. 1986 erhielt Hackenbroich ein Bürgerhaus. 1993 feierte die Grundschule Hackenbroich ihr 25-jähriges Bestehen.

### 21. Jahrhundert
2002 erhielt Hackenbroich ein neues Stadtteilemblem. 2009 löste sich die Katholische Kirchengemeinde St. Katharina auf und ging in die neugegründete Pfarrgemeinde St. Michael (bestehend aus den Kirchen St. Katharina, Hackenbroich; St. Martinus, Zons; Zur Hl. Familie, Horrem; St. Maria vom Frieden, Dormagen-Nord; und St. Michael, Dormagen-Mitte) über. 2019 startete der Schützenzug 'Burg-Junge 1985' um den damaligen Zugführer Stefan Buchartz eine Initiative zur Attraktivierung des Stadtteils und zur Erinnerung an die 1953 abgerissene Burg. Unter anderem erhielten alle Kinder der Kita St. Katharina Brotdosen mit dem Aufdruck der ehemaligen Burg und in einer lokalen Bank wurden ausgemalte Burg-Bilder ausgestellt. Nachdem 2020 eine Informationstafel neben dem ehemaligen Torturm der Burg eingeweiht werden konnte, verteilte der Schützenzug 2021 insgesamt 250 Adventskalender an Familien, Kinder und das Malteserstift St. Katharina. Motiv des Adventskalenders war Schloss Arff im Süden von Hackhausen. Für sein Engagement wurde der Schützenzug bereits im November 2019 mit dem Heimatpreis der Stadt Dormagen ausgezeichnet. Ebenfalls 2021 veröffentlichte die Initiative "Wir für Hackenbroich" feat. Martymo den Song „Hackenbroich - Mehr als nur Zuhause“, der kostenlos heruntergeladen und in den einschlägigen Streaming-Portalen angehört werden kann.

### Demografie
- 1817: 0436
- 1821: 0490
- 1830: 0458
- 1834: 0442
- 1843: 0493
- 1846: 0480
- 1849: 0474
- 1852: 0491
- 1855: 0507
- 1859: 0477
- 1862: 0501
- 1865: 0529
- 1917: 1363 (Gemeinde Hackenbroich)
- 1923: 1472 (Gemeinde Hackenbroich)
- 1929: 1557 (Gemeinde Hackenbroich)
- 1933: 1636 (Gemeinde Hackenbroich)
- 1938: 1833 (Gemeinde Hackenbroich)
- 1956: 2737 (Gemeinde Hackenbroich)
- 1961: 3094 (Gemeinde Hackenbroich)
- 2000: 8689 (Stadtteil Hackenbroich)
- 2006: 8689 (Stadtteile Hackenbroich/Hackhausen)
- 2010: 7932 (Stadtteil Hackenbroich)
- 2015: 8526[13] (Stadtteil Hackenbroich)
- 2017: 9086[14] (Stadtteile Hackenbroich/Hackhausen)
- 2020: 9039 (Stadtteile Hackenbroich/Hackhausen)
- 2021: 9025[15] (Stadtteile Hackenbroich/Hackhausen)

Auffällig ist, dass per 31. Dezember 2021 Hackenbroich und Hackhausen mit 52,29 % den stadtweit höchsten Anteil an männlichen Einwohnern in der Bevölkerung haben. Zudem weisen Hackenbroich und Hackhausen mit 43,91 Jahren das drittjüngste Durchschnittsalter und mit 30,15 % den höchsten Ausländeranteil in Dormagen auf.

## Politik

### Gemeindevorsteher
- 1853– ? 0: Johann Bedbur
- 1883–1914: Josef Steins, auch Ortsvorsteher von Delhoven
- 1914– ? 0: Winand Luckas, ab 1910 Bezirksvorsteher von Hackenbroich und Hackhausen

### Gemeindebürgermeister
- 1946–1952: Johann Gassen (CDU)
- 1952–1956: Gerhard Wolter (DZP)
- 1956–1961: Heinrich Leusch (CDU)
- 1961–1969: Franz Faßbender (CDU)

### Ehrenamtlicher Gemeindedirektor
- 1949–1969: Johann Bock

### Direkt gewählte Kreistagsmitglieder
- 2020 - : Andreas Buchartz (CDU) für den Wahlbezirk Hackenbroich/Delhoven[16]

### Direkt gewählte Ratsmitglieder
Quelle: Ergebnis der Ratswahl 2020
- 2020 - : Johannes Deußen (CDU) für den Wahlbezirk Hackenbroich II
- 2020 - : Sonja Kockartz-Müller (SPD) für den Wahlbezirk Hackenbroich III
- 2020 - : Dr. Heinz Unterberg (SPD) für den Wahlbezirk Delhoven I, Hackenbroich II

## Kultur und Freizeit

Kirschbäume

### Vereine
- Tus Germania Hackenbroich e. V.
- MGC Dormagen-Brechten e. V. (mit Spielstätte in Hackenbroich)
- Chorhaus Dormagen, ehemals „Via musica“
- St. Hubertus-Schützenbruderschaft Hackenbroich-Hackhausen 1927 e. V.
- Angelsportverein Dormagen 1959 e. V. (Vereinsgewässer ist der Waldsee Hackenbroich)
- Da Capo, Junger Chor St. Katharina, Hackenbroich
- Freiwillige Feuerwehr Dormagen Löschzug Hackenbroich mit Jugendfeuerwehrabteilung
- Verein der Freunde und Förderer der Gemeinschaftsgrundschule Burg Hackenbroich
- Tanzgarden (Sternschnuppen, Stippeföttcher, Six Pack, Tanzexpress)

## Wirtschaft und Infrastruktur

Hackenbroich, Stadtbus Dormagen

Größter Arbeitgeber sind die Covestro AG und INEOS in Köln-Worringen. Südöstlich von Hackenbroich gibt es ein Gewerbegebiet mit verschiedenen Firmen. Um Hackenbroich herum existieren einige landwirtschaftliche Betriebe, von denen sich die meisten auf den Bereich Reiten und Pferde spezialisiert haben.

### Einrichtungen
- Büchereien
- Bürgerbüro
- Jugendeinrichtungen
- Kindergärten
- Senioreneinrichtungen
- Malteser-Stift St. Katharina
- Stadtteilbüro
- Kreiskrankenhaus

### Verkehr
Hackenbroich ist mit den Linien 881, 882 und 885 sowie WE3 und NE3 an das Dormagener Stadtbusnetz angeschlossen. So können der Bahnhof Dormagen (Linien S 11, RE 7, RE 6) und der Bahnhof Köln-Worringen (Linie S 11) erreicht werden. Nicht weit entfernt ist die Anschlussstelle Dormagen der Autobahn 57. Südlich von Hackenbroich verläuft die Umgehungsstraße nach Köln-Worringen und -Roggendorf/Thenhoven, die zur Anschlussstelle Köln-Worringen der A 57 führt.

### Medien
- Westdeutsche Zeitung Düsseldorf, Lokalredaktion Kreis Neuss – regionale Tageszeitung, Verlag W. Girardet KG
- Neuß-Grevenbroicher Zeitung – regionale Tageszeitung, Neusser Zeitungsverlag GmbH, zur Rheinischen Post gehörig
- Schaufenster und Rheinischer Anzeiger – lokales Anzeigenblatt (nur noch samstags), Neusser Druckerei und Verlag GmbH
- NEWS89.4 – lokaler Radiosender, zur Neusser Druckerei und Verlag GmbH gehörig

### Bildung
- Grundschule Burg
- Realschule Hackenbroich
- Leibniz-Gymnasium
- Schule am Chorbusch

## Sonstiges
Die Hackenbroicher wurden früher als „Wilddiebe“ tituliert. Da sie kein Gewehr und keinen Jagdschein besaßen, sollen sie ihr „Handwerk“ mit Schlingen und Mistgabeln ausgeführt haben.
Das Schützenfest findet jährlich rund um den dritten Juni-Sonntag auf dem Schützenplatz an der Stommelner Straße statt. Traditionell beginnt es mit dem Fassanstich am Freitag und endet mit der Krönung des neuen Schützenkönigspaares am Dienstagabend.